# シカゴオートショー
シカゴオートショー (Chicago Auto Show) は、アメリカ・シカゴで毎年開催される自動車展示会（モーターショー、オートショー）。2007年から国際自動車工業連合会 (OICA) 認定の国際オートショーとなる。